# Arrigo Miglio
Arrigo Miglio (* 18. července 1942 San Giorgio Canavese) je italský římskokatolický kněz a emeritní arcibiskup cagliarský. Po dosažení věkového limitu v červenci 2017 mu papež František prodloužil úřad o dva roky. Jeho rezignaci papež přijal 16. listopadu 2019. Je rytířem velkokřížem Řádu Božího hrobu a emeritním velkopřevorem jeho místodržitelství na Sardinii (do 30. října 2020).

## Kardinálská kreace
V neděli 29. května 2022 papež František ohlásil, že v konzistoři dne 27. srpna 2022 jmenuje 21 nových kardinálů, mezi nimi i Monsignora Migliu, který v době jmenování bude mít více než 80 let, a nebude proto patřit mezi kardinály volitele. 